# 8-я пехотная бригада (Великобритания)
8-я пехотная бригада была пехотной бригадой Британской армии, которая проходила активную службу как в Первой, так и во Второй мировых войнах, после чего была расформирована и вновь введена в строй в 1960-х годах. Окончательно бригада была расформирована в 2006 году. Она была сформирована перед Первой мировой войной в составе 3-й дивизии. В составе этой дивизии она провела всю войну на Западном фронте с 1914 по 1918 год в Первой мировой войне. Бригада также действовала во время Второй мировой войны.

## Первая мировая война
В начале Первой мировой войны бригада, входившая в состав 3-й дивизии, несла службу в Англии.

### Состав бригады в Первой мировой войне
- 2-й батальон Королевских шотландцев
- 2-й батальон Королевского ирландского полка (выбыл 24 октября 1914 года)
- 4-й батальон Мидлсекского полка (выбыл 13 октября 1915 года)
- 1-й батальон Гордонских хайлендеров (выбыл 12 сентября, возвращен 30 сентября 1914 года)
- 1-й батальон Девонширского полка (от 4 до 30 сентября 1914 года)
- 2-й батальон Суффолкского полка (от 25 октября, выбыл 22 октября 1915 года)
- 1/1-й батальон Почётной артиллерийской роты (от 10 ноября до 9 декабря 1914 года)
- 1/4-й батальон Гордонских хайлендеров (от 27 февраля, выбыл 19 октября 1915 года)
- 13-й (обслуживающий) батальон Королевского полка (Ливерпуль) (от 23 октября 1915 года, выбыл 4 апреля 1916 года)
- 7-й (обслуживающий) батальон Королевской Шропширской легкой пехоты (от 19 октября 1915 года)
- 1/5-й батальон Лондонского полка (от 25 октября 1915 года, выбыл 10 февраля 1916 года)
- 8-й (обслуживающий) батальон Восточно-Йоркширского полка (от 16 ноября 1915 года, расформирован 17 февраля 1918 года)
- 1-й батальон Королевских шотландских фузилёров (от 5 апреля 1916 года)
- 8-я пулемётная рота Пулемётного корпуса (сформирована 22 января 1916 года, переведён в 3-й батальон Пулемётного корпуса 6 марта 1918 года)
- 8-я траншейная минометная батарея (сформирована 18 апреля 1916 года)

### Известные коммандиры
Командирами 8-й пехотной бригады во время Первой мировой войны были:
- Бригадный генерал Б. Дж. К. Доран (в ходе мобилизации)
- Бригадный генерал В. Х. Бовес (23 октября 1914 года)
- Бригадный генерал А. Р. Хоскинс (25 марта 1915 года)
- Бригадный генерал Дж. Д. Маклахлан (3 октября 1915 года)
- Бригадный генерал Е. Г. Виллиамс (13 марта 1916 года)
- Бригадный генерал Г. Булл (3 декабря 1916 года)
- Бригадный генерал Г. Г. Холмс (11 декабря 1916 года)

- Исполняющий обязанности: Лейтенант-полковник А. Ф. Ламсден (30 апреля 1917 года)

- Бригадный генерал Г. Г. Холмс (15 мая 1917 года)
- Бригадный генерал В. Е. К. Таннер (29 октября 1917 года)
- Бригадный генерал В. Дж. Вебб-Бовен (2 апреля 1918 года)
- Бригадный генерал Л. А. Е. Прайс-Дэвис (3 апреля 1918 года)
- Бригадный генерал В. Д. Фишер (12 апреля 1918 года)

## Вторая мировая война

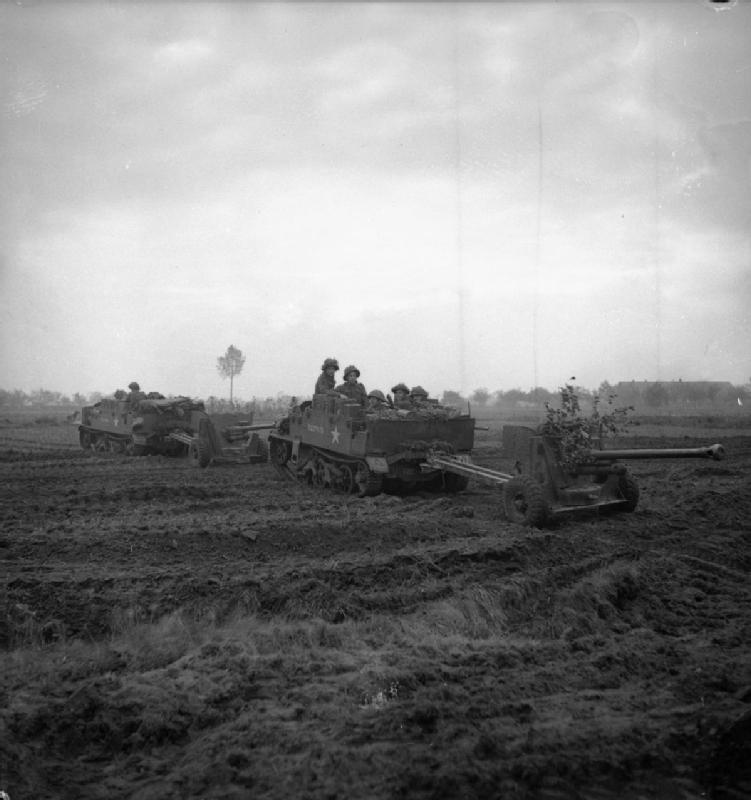
Универсальные транспортеры и 6-фунтовые противотанковые пушки 1-го батальона Южно-Ланкаширского полка во время наступления на Венрай, 17 октября 1944 года.

С началом Второй мировой войны бригада находилась в Великобритании под командованием бригадного генерала Фрэнка Уиттса.

### Состав бригады во Второй мировой войне
Состав был следующим:
- 1-й батальон Суффолкского полка
- 2-й батальон Восточно-Йокширского полка
- 2-й батальон Глостерширского полка (до 5 февраля 1940 года)
- Противотанковая рота 8-й пехотной бригады (сформирована 3 сентября 1939 года, расформирована 1 января 1941 года)
- 4-й батальон Королевского беркширского полка (с 5 февраля до 11 июня 1940 года)
- 1-й батальон Южно-Ланкаширского полка (до 6 июня 1940 года)

## Конфликт в Северной Ирландии
Возобновленная в середине-конце 1960-х годов, 8-я бригада до прибытия в Северную Ирландию после начала конфликта входила в состав 5-й дивизии и подчинялась главному командованию Северной Ирландии. Она базировалась в казармах Эбрингтон, Лондондерри, и охватывала север и северо-запад провинции. В октябре 2003 года штаб бригады переехал в казармы Шеклтон, Балликелли, графство Лондондерри. 1 сентября 2006 года бригада была расформирована и передана в ведение штаба 39-й пехотной бригады, дислоцированной в казармах Тиепвал в Лисберне.
В 1989 году 8-я пехотная бригада имела следующую структуру:
- Штаб 8-й пехотной бригады и 218-я сигнальная эскадрилья, Королевские Сигналы, Дерри
  - 1-й батальон Глостерширского полка, Балликелли
  - 1-й батальон Королевского гэмпширского полка, Лондондерри
  - 4-й батальон Ольстерского полка обороны
  - 5-й батальон Ольстерского полка обороны
  - 6-й батальон Ольстерского полка обороны
  - 8-й батальон Ольстерского полка обороны